# Stolcz János
Stolcz János (1942. május 12. – 2012. május 25.) labdarúgó, csatár.

## Pályafutása
1960-as évek Győri Vasas ETO sikercsapatának a tagja volt. Részese volt a sorozatban háromszor magyar kupagyőzelmet szerző győri együttesnek kétszer: 1966-ban és 1967-ben. Bajnoki harmadik a csapattal 1967-ben és 1973–74-ben.
1962 nyarán igazolt a Veszprémi AKÖV-ből a Szombathelyi Haladásba. 1965 végén a Győri ETO játékosa lett.

## Sikerei, díjai
- Magyar bajnokság
  - 3.: 1967, 1973–74
- Magyar Kupa (MNK)
  - győztes: 1966, 1967
- Kupagyőztesek Európa-kupája (KEK)
  - negyeddöntős: 1966–67